# Luci Cecili Metel Dalmàtic
Luci Cecili Metel Dalmàtic (llatí: Lucius Caecilius L. F. Q. N. Metellus Dalmaticus) va ser un magistrat romà, fill de Luci Cecili Metel Calb. Dalmàtic, tot i que també apareix com a Delmàtic va ser un nom o títol pres per aquest personatge i deriva de Dalmàcia (Dalmatia).

## Càrrecs
Va ser cònsol el 119 aC junt amb Luci Aureli Cotta i per obtenir un triomf va declarar la guerra als dàlmates que no havien fet res. Els dàlmates no van oposar cap resistència i després de passar l'hivern a Salona, la capital dàlmata, va retornar a Roma i va demanar i obtenir els honors del triomf i el títol de Dalmàtic. Amb el botí d'aquesta "pseudo-guerra" va restaurar el temple de Càstor i Pòl·lux. També va fer construir un temple dedicat a Ops.
L'any 115 aC va ser censor amb Gneu Domici Aenobarb i en unió del seu col·lega va expulsar 32 membres del senat entre els quals Gai Licini Geta que més tard també va ser censor. Va ser pontífex màxim i la seva decisió per la qüestió de les vestals el va fer bastant impopular. El 114 aC havia de jutjar la conducta de tres joves vestals, acusades d'haver perdut la virginitat i de tenir nombrosos amants. Luci Cecili va prendre una decisió incoherent condemnant a mort una sola de les vestals (anomenada Licínia) i exculpant les altres. La indignació popular era tan gran que l'any següent es va tornar a jutjar el cas per Luci Cassi Longí Ravil·la, que va condemnar les altres dues a mort.
Encara vivia l'any 100 aC en què és mencionat com a senador d'alt rang que va agafar les armes contra el tribú Saturní.

## Descendència
Se li coneix una filla, Cecília Metel·la, que va casar amb Marc Emili Escaure (cònsol) i després amb Luci Corneli Sul·la.